# Czwarty rząd Roberta Ficy

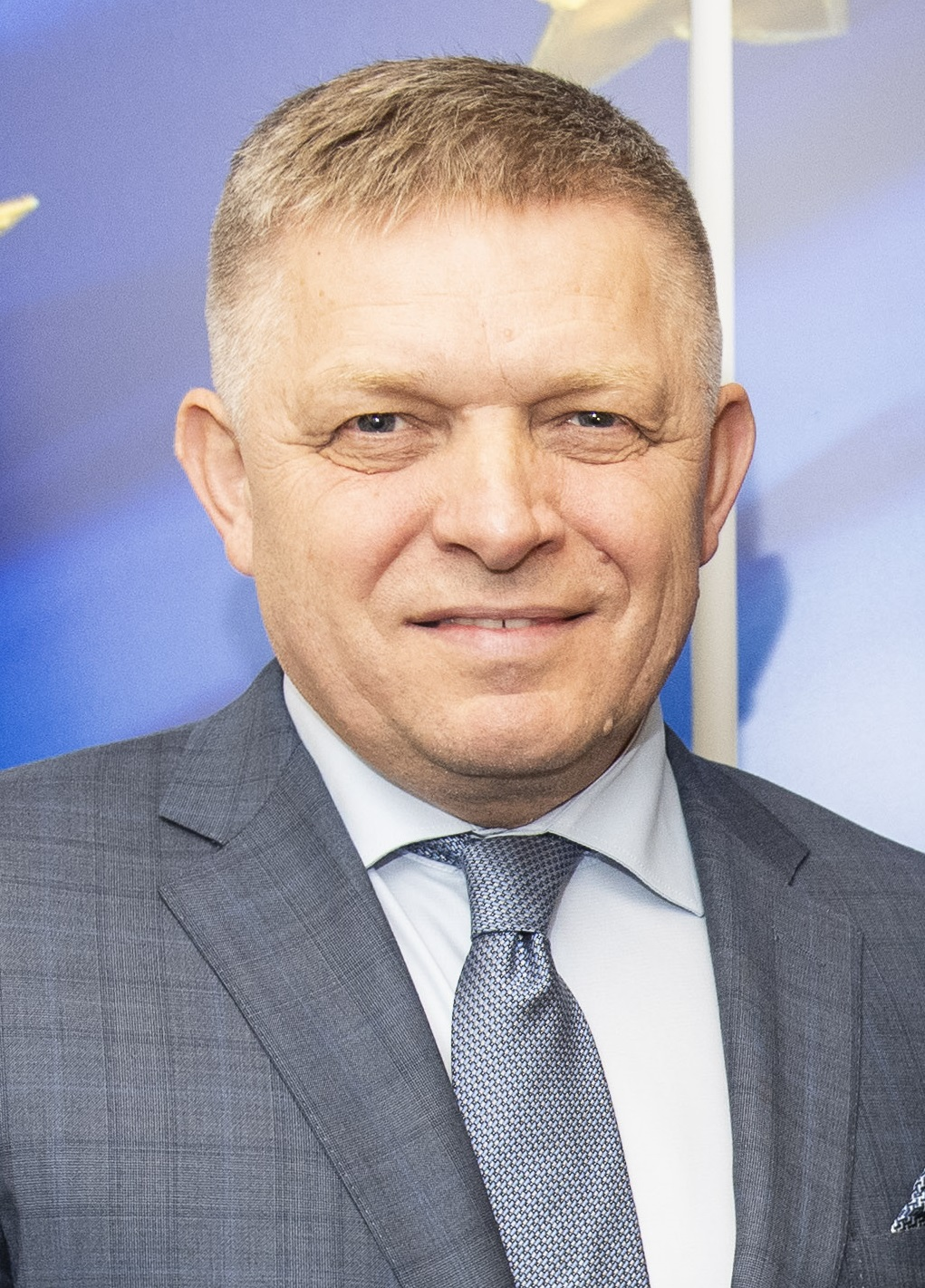
Robert Fico

Czwarty rząd Roberta Ficy – koalicyjny gabinet rządzący Słowacją od 25 października 2023. Zastąpił techniczny gabinet Ľudovíta Ódora.
W przedterminowych wyborach do Rady Narodowej w 2023 najwięcej mandatów uzyskała partia SMER byłego premiera Roberta Ficy. 2 października 2023 prezydent Zuzana Čaputová powierzyła mu misję utworzenia nowego rządu. Do nowej koalicji poza socjaldemokratami dołączyły formacja Głos – Socjalna Demokracja (HLAS-SD) oraz Słowacka Partia Narodowa (SNS). 25 października 2023 prezydent Zuzana Čaputová dokonała zaprzysiężenia członków nowego rządu.

## Skład rządu
| Ministerstwo                                               | Minister                                                                           | Partia          |
| ---------------------------------------------------------- | ---------------------------------------------------------------------------------- | --------------- |
| Premier                                                    | Robert Fico                                                                        | SMER-SD         |
| Wicepremier, minister obrony                               | Robert Kaliňák                                                                     | SMER-SD         |
| Wicepremier, minister gospodarki                           | Denisa Saková                                                                      | HLAS-SD         |
| Wicepremier, minister środowiska                           | Tomáš Taraba                                                                       | SNS             |
| Wicepremier ds. planu odbudowy oraz funduszy europejskich  | Peter Kmec                                                                         | HLAS-SD         |
| Minister finansów                                          | Ladislav Kamenický                                                                 | SMER-SD         |
| Minister transportu                                        | Jozef Ráž                                                                          | SMER-SD         |
| Minister rolnictwa i rozwoju wsi                           | Richard Takáč                                                                      | SMER-SD         |
| Minister inwestycji, rozwoju regionalnego i informatyzacji | Richard Raši (do 19 marca 2025) Samuel Migaľ (od 19 marca 2025)                    | HLAS-SD SMER-SD |
| Minister spraw wewnętrznych                                | Matúš Šutaj Eštok                                                                  | HLAS-SD         |
| Minister sprawiedliwości                                   | Boris Susko                                                                        | SMER-SD         |
| Minister spraw zagranicznych i europejskich                | Juraj Blanár                                                                       | SMER-SD         |
| Minister pracy, spraw społecznych i rodziny                | Erik Tomáš                                                                         | HLAS-SD         |
| Minister edukacji, nauki i badań naukowych                 | Tomáš Drucker                                                                      | HLAS-SD         |
| Minister kultury                                           | Martina Šimkovičová                                                                | SNS             |
| Minister zdrowia                                           | Zuzana Dolinková (do 10 października 2024) Kamil Šaško (od 10 października 2024)   | HLAS-SD         |
| Minister turystyki i sportu                                | Dušan Keketi (od 26 stycznia 2024 do 5 marca 2025) Rudolf Huliak (od 5 marca 2025) | SNS SMER-SD     |